# ナギヒロハテンナンショウ
ナギヒロハテンナンショウ（学名:Arisaema nagiense）は、サトイモ科テンナンショウ属の多年草。
葉はふつう1個で、小葉は5個に分裂する。仏炎苞に隆起する縦の条線があり、花序が葉より早く展開する。小型の株は雄花序をつけ、同一のものが大型になると雌花序または両性花序をつける雌雄偽異株で、雄株から雌株に完全に性転換する。

## 特徴
地下の球茎に腋芽が生じ、それはときに子球に発達する。植物体の高さは10-40cmになる。偽茎部は葉柄部よりやや短く、偽茎の開口部は襟状に波打つ。葉はふつう1個で、葉身は5-7個に分裂して展開し、小葉間の葉軸は発達しない。小葉は線形から狭披針形で、先端はとがり、縁は全縁になる。
花期は5-6月、花序が葉より早く鞘状葉から抜き出て展開し、葉柄はその後に伸びて葉を展開し、花序より高くなる。仏炎苞の外面はやや緑色を帯びた紫褐色で、仏炎苞筒部に著しく隆起した縦の白色の条線がある。仏炎苞口辺部は狭く開出するか、ほとんど開出せず、仏炎苞舷部は内面が紫褐色で光沢があり、狭三角形から三角状狭卵形で、舷部先端は次第に細まって筒部より長く前方に垂れる。花序付属体は棒状になって伸び、紫褐色で先端は色が薄く黄色がかり、先端は仏炎苞筒部からほとんど出ない。まれに花序全体が緑色の個体も見受けられる。果実は秋に赤く熟す。染色体数は2n=26の二倍体である。

## 分布と生育環境
日本固有種。本州西部の兵庫県、鳥取県および岡山県に分布し、山地の林縁の笹原などに生育する。

## 名前の由来
和名ナギヒロハテンナンショウおよび種小名（種形容語）nagiense は、兵庫県の植物学者の小林禧樹ら (2008) による命名。小林ら (2007) は、兵庫県宍粟市の鍋ヶ谷山でタイプ標本を採集したほか、この種の命名で標本を採集した場所に岡山県勝田郡奈義町の那岐山がある。

## 種の保全状況評価
絶滅危惧IA類 (CR)（環境省レッドリスト）
- 兵庫県-Aランク
- 岡山県-絶滅危惧I類

2018年2月に、絶滅のおそれのある野生動植物の種の保存に関する法律（平成4年法律第75号）による国内希少野生動植物種に指定された。環境大臣の許可を受けて学術研究等の目的で採取等をしようとする場合以外は、採取、損傷等は禁止されている。併せて、商業的に個体の繁殖をさせることができる特定第一種国内希少野生動植物種に指定された。

## 類似種
- ヒロハテンナンショウ Arisaema ovale Nakai (1935)[9] - 北海道、本州の福井県以北の日本海側、九州北部に分布し、葉はふつう1個で、仏炎苞は葉の下につき、仏炎苞はふつう黄緑色から緑色、仏炎苞筒部に隆起する白い縦の条線が目立つ[10]
- イナヒロハテンナンショウ Arisaema inaense (Seriz.) Seriz. ex K.Sasamura et J.Murata (2008)[11] - 長野県と岐阜県に分布し、葉はふつう1個で、仏炎苞は葉の下につき、淡紫褐色でやや緑色を帯び、隆起する白い条線が多数あり、仏炎苞口辺部は狭く開出する。仏炎苞が葉より遅れて展開する[12]。絶滅危惧IA類(CR) [13]。国内希少野生動植物種および特定第一種国内希少野生動植物種[8]。
- シコクヒロハテンナンショウ Arisaema longipedunculatum M.Hotta (1966)[14] - 山梨県、静岡県、四国、九州（宮崎県、屋久島）に分布し、葉はふつう1個で、仏炎苞は緑色、葉の展開の後に偽茎の内側から開く[15]。絶滅危惧IB類(EN)[16]。

## ギャラリー

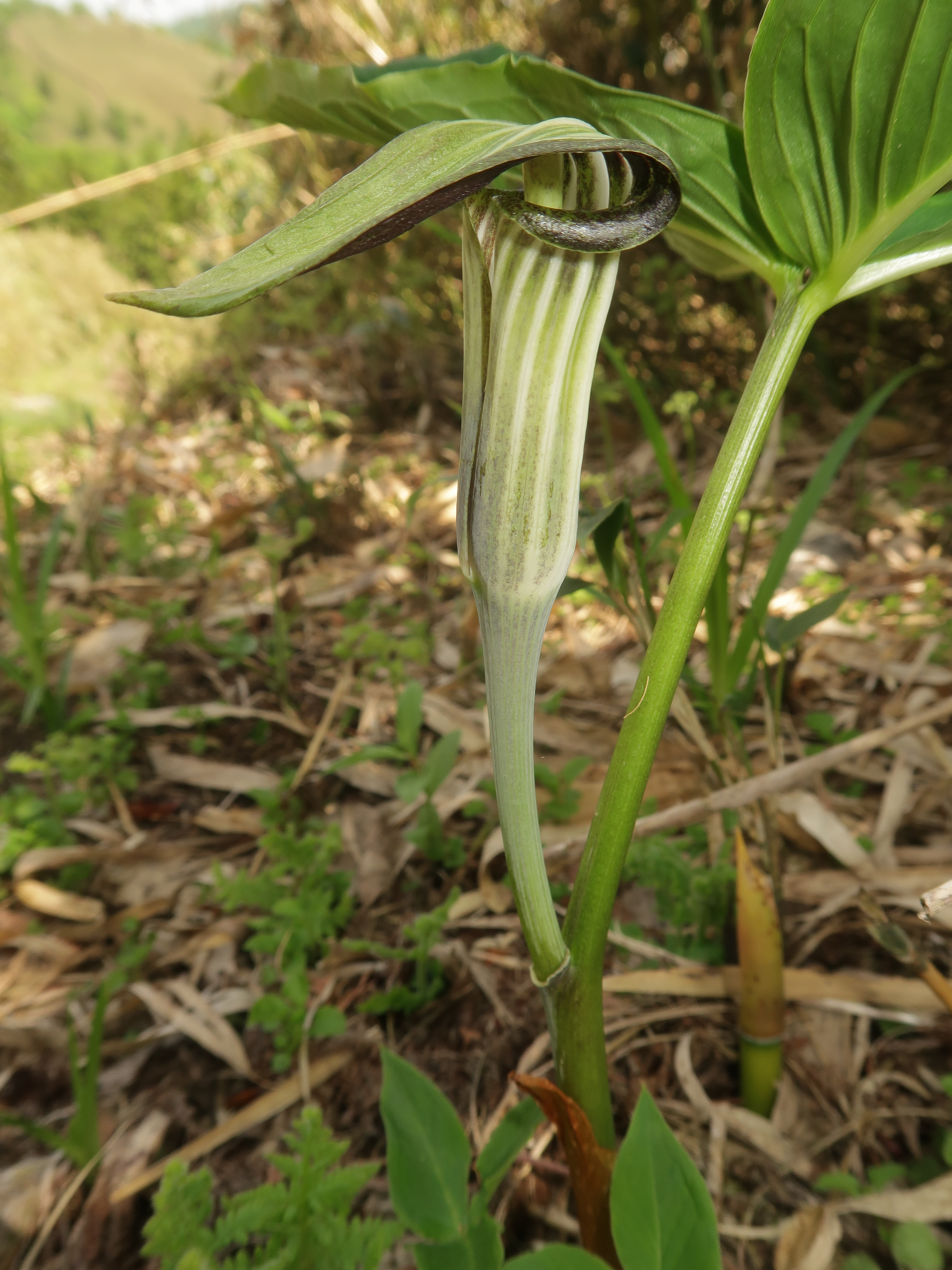
仏炎苞の外面はやや緑色を帯びた紫褐色で、仏炎苞筒部に著しく隆起した縦の白色の条線がある。仏炎苞舷部は狭三角形から三角状狭卵形で、舷部先端は次第に細まって筒部より長く前方に垂れる。
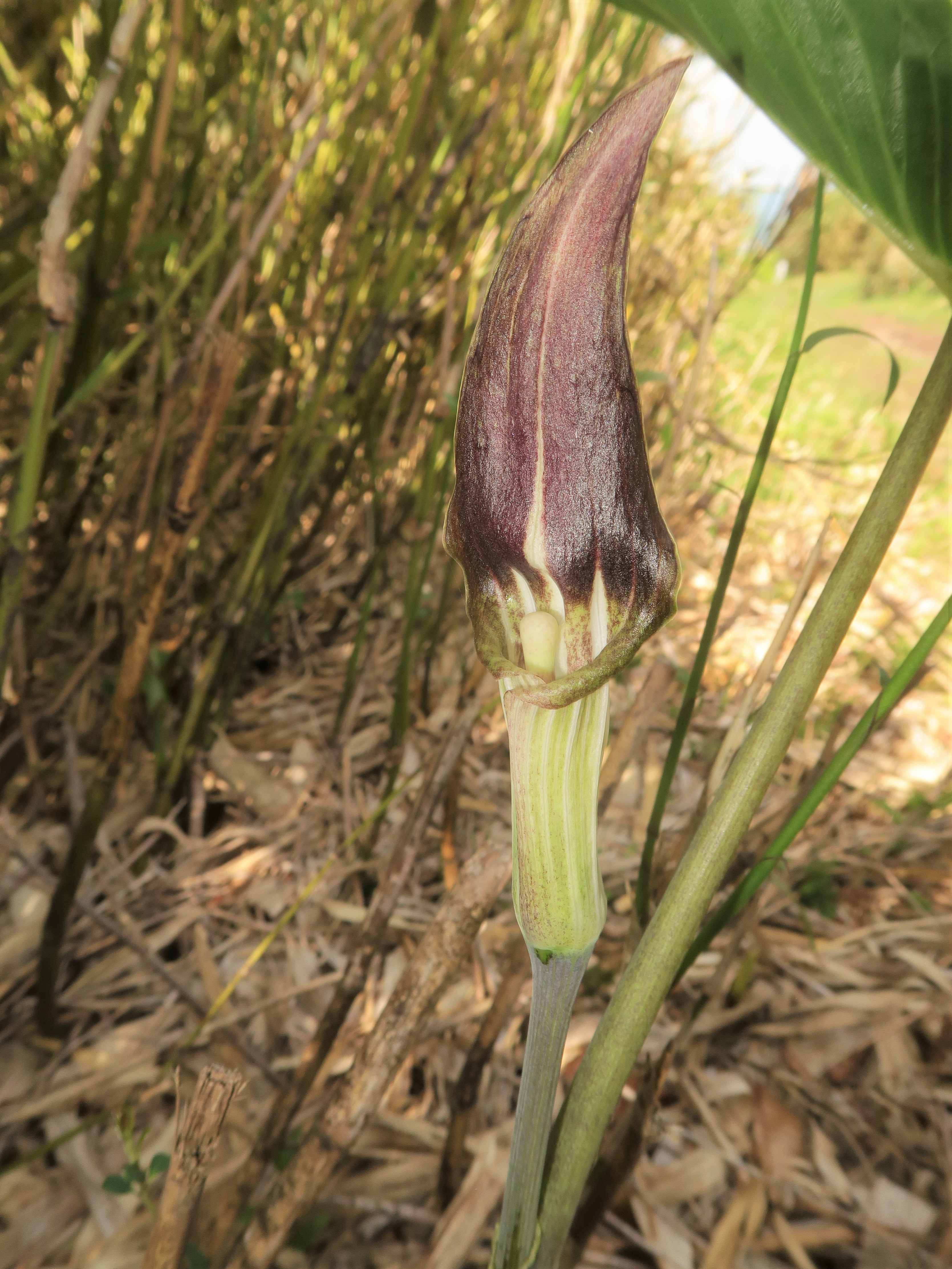
仏炎苞口辺部は狭く開出するか、ほとんど開出せず、仏炎苞舷部は内面が紫褐色で光沢がある。舷部を立てて撮影。
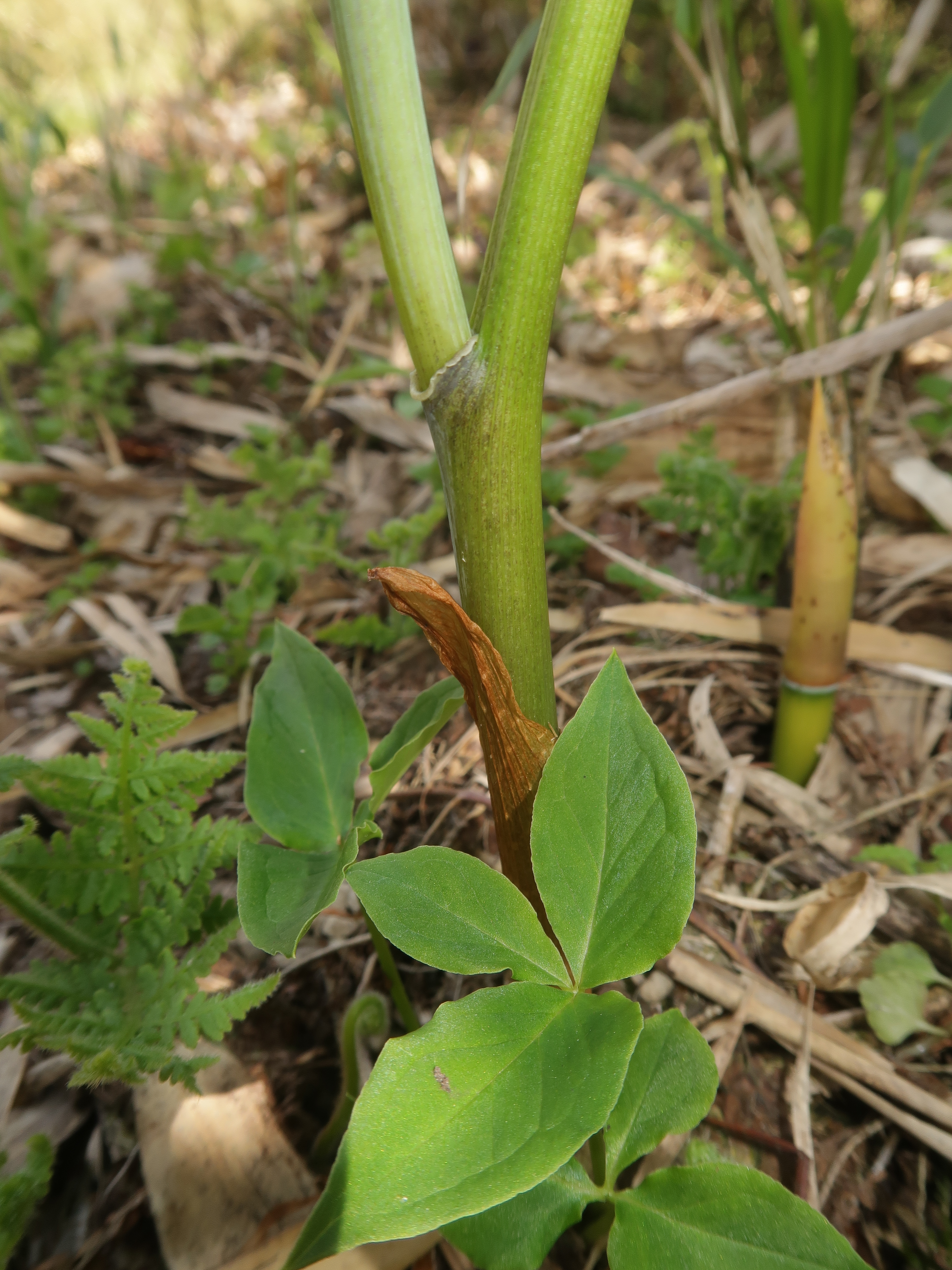
偽茎の開口部は襟状に波打つ。
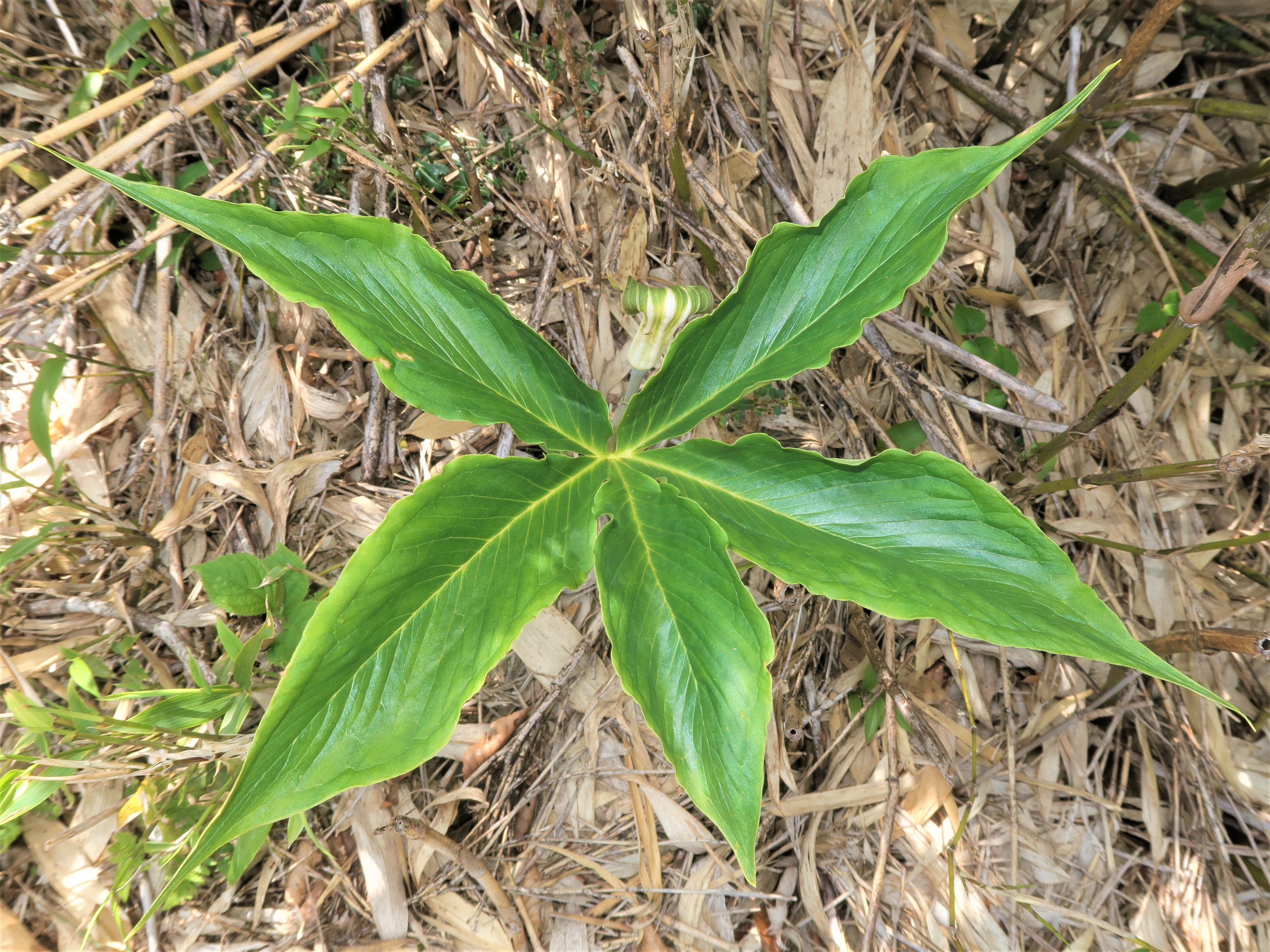
葉はふつう1個で、葉身は5-7個に分裂して展開し、小葉間の葉軸は発達しない。小葉は全縁。
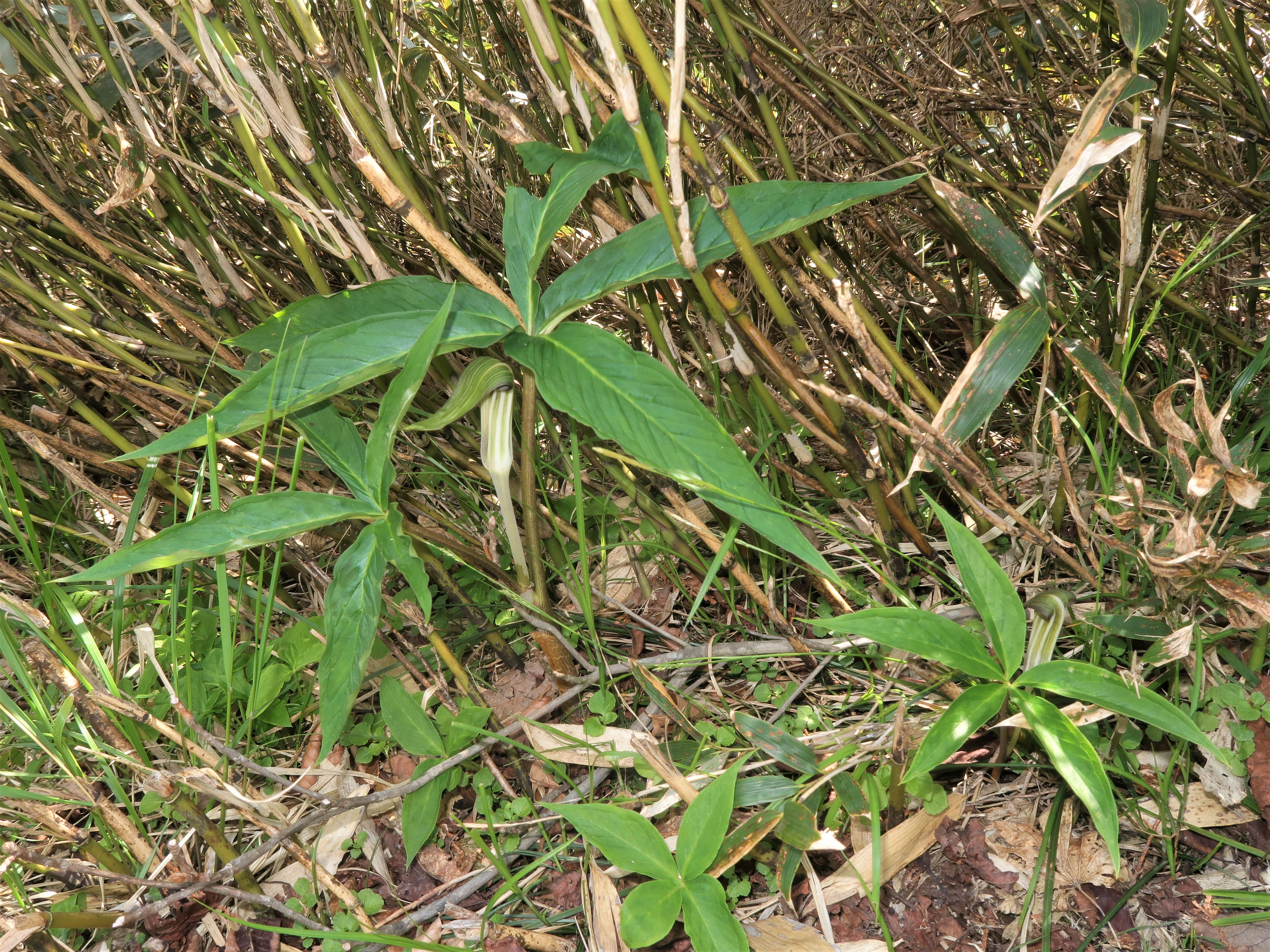
左が葉が2個の個体、雌株。右下は雄株。チシマザサ Sasa kurilensis が生える稜線に生育している。